# Крумінь Віктор Михайлович
Віктор Михайлович Крумінь (13 березня 1923, місто Петроград, тепер Санкт-Петербург, Російська Федерація — 15 жовтня 1990, місто Рига, Латвія) — латвійський радянський державний діяч, заступник голови Ради міністрів Латвійської РСР, міністр закордонних справ Латвійської РСР. Член ЦК Комуністичної партії Латвії. Депутат Верховної Ради Латвійської РСР 5—11-го скликань. Народний депутат СРСР від Всесоюзної організації ветеранів війни та праці в 1989—1990 роках. Кандидат філософських наук, доцент.

## Життєпис
Народився в родині робітника. З 1939 по 1940 рік працював слюсарем, механіком на Ленінградському заводі «Електросила». До 1941 року навчався в Ленінградському інженерно-будівельному інституті.
З серпня 1941 по вересень 1944 року — в Червоній армії, учасник німецько-радянської війни. Служив у 455-му окремому саперному батальйоні Ленінградського фронту, з 1942 по січень 1944 року був командиром 45-мм протитанкової гармати, командиром взводу 45-мм протитанкових гармат 123-го гвардійського стрілецького полку 43-ї гвардійської стрілецької дивізії Ленінградського, Північно-Західного та 2-го Прибалтійського фронтів. У січні 1944 року був важко поранений, лікувався в госпіталях.
Член ВКП(б) з 1943 року.
З 1944 року — старший інспектор Народного комісаріату місцевої промисловості Латвійської РСР.
У 1946 році закінчив Вищу партійну школу при ЦК ВКП(б) у Москві.
У 1946—1947 роках — завідувач сектора, помічник секретаря ЦК КП(б) Латвії. У 1947—1948 роках — 2-й секретар Єлгавського міського комітету КП(б) Латвії. З 1948 року — завідувач сектора ЦК КП(б) Латвії.
У 1952 році закінчив Академію суспільних наук ЦК КПРС.
У 1952—1957 роках — заступник завідувача, завідувач відділу науки і культури ЦК КП Латвії. Одночасно, з 1952 по 1955 рік — викладач Республіканської партійної школи при ЦК КП Латвії.
У 1957—1958 роках — секретар Ризького міського комітету КП Латвії.
У 1958—1960 роках — інструктор відділу партійних органів ЦК КПРС по союзних республіках.
11 лютого 1960 — 4 листопада 1985 року — заступник голови Ради міністрів Латвійської РСР. Одночасно, в квітні 1967 — 4 листопада 1985 року — міністр закордонних справ Латвійської РСР.
З листопада 1985 року — персональний пенсіонер. Голова Латвійської республіканської ради ветеранів війни, праці та збройних сил.
Помер 15 жовтня 1990 року. Похований 19 жовтня 1990 року на цвинтарі Райніса в Ризі.

## Звання
- полковник

## Нагороди
- орден Вітчизняної війни І ст. (6.04.1985)
- орден Вітчизняної війни ІІ ст. (6.08.1946)
- три ордени Трудового Червоного Прапора
- орден «Знак Пошани» (1950)
- медаль «За перемогу над Німеччиною у Великій Вітчизняній війні 1941—1945 рр.»
- медалі
- Почесні грамоти Президії Верховної ради Латвійської РСР (7.04.1949, 12.03.1973)
- Заслужений діяч культури Латвійської РСР